# ATM FA
El ATM Football Association es un club de fútbol malayo, con sede en la ciudad de Selangor. Actualmente participa en la Super Liga de Malasia.

## Palmarés

### Títulos nacionales
- Premier League de Malasia (1): 2012
- Copa FAM (1): 1997
- Malasia Charity Shield (1): 2013

## Entrenadores
| - Ali Khan Abdullah - Abdul Wahet Uji - Jacob Joseph - Hassan Sazali Waras - Abdul Wahet Uji - Ali Khan Abdullah | - Andrew Lawadin - Mohd Razali Alias - Zulhamizan Zakaria - Mohd Zahid Hashim - Bhaskaran R Sathianathan |